# فردریک د لا روش

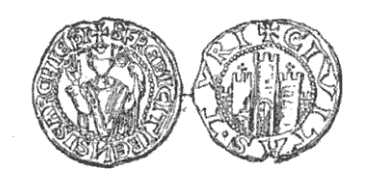
مهر فردریک در شهر صور

فردریک د لا روش (انگلیسی: Frederick de la Roche؛ (م. ۳۰ اکتبر ۱۱۷۴)، ششمین اسقف‌اعظم شهر صور (۱۱۶۴–۱۱۷۴)، صدراعظم پادشاهی اورشلیم (ح. ۱۱۵۰) و دیپلمات ارشد امالریک یکم، پادشاه اورشلیم، بود. وی از اهالی لورین و از اشراف تاجر شهر لاروش بود. وی سرانجام پس از سال‌های بیماری، در سال ۳۰ اکتبر ۱۱۷۴ در نابلس در گذشت و در اورشلیم به خاک سپرده شد.